# ジャック・ディア
ジャック・ディア（Jack Deere）は、アメリカ合衆国のキリスト教の神学者。
ダラス神学校で神学教育を受ける。その後、聖霊の今日的な働きが終焉したとするディスペンセーション主義のダラス神学校教授であったが、プリマス・ブレザレンの精神学者、神学者であるジョン・ホワイトを教会に招いたことから、聖霊の第三の波にコミットするようになった。
1981年の1月にディアとホワイト博士が電話で話した時、ホワイトは講義の題を神の国とし、「誘惑を支配するキリストの権威」、「罪を支配するキリストの権威」、「悪霊を支配するキリストの権威」、「病を支配するキリストの権威」の4つについて講義すると説明した。ディアは誘惑と罪を支配するキリストの権威については納得したが、残りの2つについては疑問を持った。この会話をきっかけに聖書をあらためて読んだディアは、考えを改め、さらに同年の4月に行われた聖会で、悪霊追い出しと、病のいやしを目の当たりにし、ホワイトに紹介されたジョン・ウィンバーの動労者となった。そのため、この働きを認めないダラスから解雇された。

## 御霊の力に驚かされて
著書『御霊の力に驚かされて』でウォーフィールドの終焉説に反論している。聖書観についてはウォーフィールドと同じく聖書の無誤性をとり、聖書が完結されたとするプロテスタント信仰に同意しているが、神の超自然的なみわざがなくなったとする理解をとらない。ディアはリバイバルのときにジョン・ウェスレーやジョナサン・エドワーズのミニストリーを通してもしるしがあらわれたことを指摘する。大覚醒であらわれた現象に対してエドワーズに批判が向けられたが、この批判に答えてエドワーズが書いた『神の御霊の業を見分ける基準』の判断基準を採用している。実を持って見分けるべきだというのである。
日本の福音派の指導者尾山令仁はこの本をプレゼントされ、教えられることがあったという。尾山師は聖書信仰に立つ福音派と聖霊派の協力を求めている。

## 著書
- 『御霊の力に驚かされて』安藤和子訳　真菜書房